# Branden Frazier
Branden Frazier (Brooklyn, 23 luglio 1992) è un cestista statunitense.

## Palmarès

### Club
- SuperLeague Favorit Sport: 1

Chimik Južnyj: 2015-16
- Supercoppa polacca: 1

Zielona Góra: 2021

### Individuale
- SuperLeague Favorit Sport MVP Finals: 1

Chimik Južnyj: 2015-16